# Georg Winkel
Georg Winkel (* 16. Juni 1975 in Trier) ist ein deutscher Forstwissenschaftler und Hochschullehrer.

## Leben
Winkel wuchs an der Mosel auf und studierte von 1995 bis 2000 Forstwissenschaften an der Albert-Ludwigs-Universität Freiburg und der ETH Zürich. In Freiburg wurde er 2006 in den Forstwissenschaften promoviert; 2014 habilitierte er sich ebenda in Umweltpolitik. 2011 war er Gastwissenschaftler an der University of California, Berkeley und beschäftigte sich mit Waldnutzungskonflikten im pazifischen Nordwesten der USA. Von 2015 bis 2021 arbeitete er in der Organisation European Forest Institute in Finnland und später in deren Bonner Büro. Dort initiierte er die beiden neuen Forschungs-Programme „resilience“ und „governance“. Er publiziert zu naturschutzpolitischen Themen.
Seit Januar 2022 hat Winkel den Lehrstuhl für Forst- und Naturschutzpolitik der Universität Wageningen inne. Schwerpunkte seiner Forschung liegen u. a. auf der internationalen und europäischen Forst- und Umweltpolitik, sozio-ökologischen Systemen im Kontext von Wäldern, etwa Biodiversität und Klimawandelanpassung in der Waldbewirtschaftung, sowie forst- und umweltpolitischen Konflikten.
Im November 2023 wurde er zum Mitglied der Königlich Schwedischen Akademie für Forst- und Landwirtschaft ernannt.
Winkel ist mit der Forstwissenschaftlerin Chantal Isabell Ruppert-Winkel verheiratet und Vater von zwei Kindern.

## Schriften (Auswahl)
- mit Karl-Reinhard Volz: Naturschutz und Forstwirtschaft. Kriterienkatalog zur „guten fachlichen Praxis“ (= Angewandte Landschaftsökologie. Heft 52). BfN-Schriftenvertrieb im Landwirtschaftsverlag, Münster 2003, ISBN 3-7843-3725-2.
- Waldnaturschutzpolitik in Deutschland. Bestandsaufnahme, Analysen und Entwurf einer story-line (= Freiburger Schriften zur Forst- und Umweltpolitik. Band 13). Kessel, Remagen 2007, ISBN 3-935638-85-X (Zugleich: Dissertation, Universität Freiburg i. Br., 2006).
- mit Jürgen Hauber, Till Pistorius: Wald in der internationalen Umweltpolitik. Trends, Entscheidungen und Wirkung auf die deutsche Forstpolitik am Beispiel des Landes Baden-Württemberg (= Freiburger Schriften zur Forst- und Umweltpolitik. Band 22). Kessel, Remagen 2009, ISBN 978-3-941300-17-0.
- mit Christine B. Schmitt, Till Pistorius: Global conservation of forest biodiversity. Options for a forest protected area network under the CBD (= Naturschutz und biologische Vielfalt. Heft 84). BfN-Schriftenvertrieb im Landwirtschaftsverlag, Münster 2009, ISBN 978-3-7843-3984-9.